# Pénzes cápa
A Pénzes cápa (eredeti cím: Money Monster) 2016-ban bemutatott amerikai thriller. A filmet Jodie Foster rendezte, a főbb szerepekben George Clooney, Julia Roberts és Jack O’Connell látható.

## Cselekmény
Lee Gates egy műsorvezető, aki egy gazdasági ügyekkel foglalkozó műsort vezet a televízióban. Ám egyik nap a forgatás közben egy fegyveres férfi ront be a stúdióba, akinek nagyon nincs jó kedve. Ez abból adódik, hogy rengeteg pénzt vesztett el egy olyan üzleten, amit a műsorban ajánlottak. Az egész ország izgatottan figyeli az események alakulását, a rendőrség nagy erőkkel a helyszínre vonul. Eközben a háttérben egy nagyvállalat sötét dolgai is előkerülnek, de ők mindent megtesznek, hogy ezek ne lássanak napvilágot.

## Szereplők
- George Clooney – Lee Gates
- Julia Roberts – Patty
- Jack O'Connell – Kyle
- Dominic West – Walt
- Caitríona Balfe – Diane
- Giancarlo Esposito – Rendőrkapitány
- Emily Meade – Molly

## A film készítése
A film költségvetése 27 millió dollár volt, a bevétele pedig 93 282 604 dollár. Clooney ajánlotta Robertset a női karakter megformálására.